# Mietingen
Mietingen è un comune tedesco di 4 574 abitanti situato nel land del Baden-Württemberg.